# Pecados que claman Venganza al Cielo

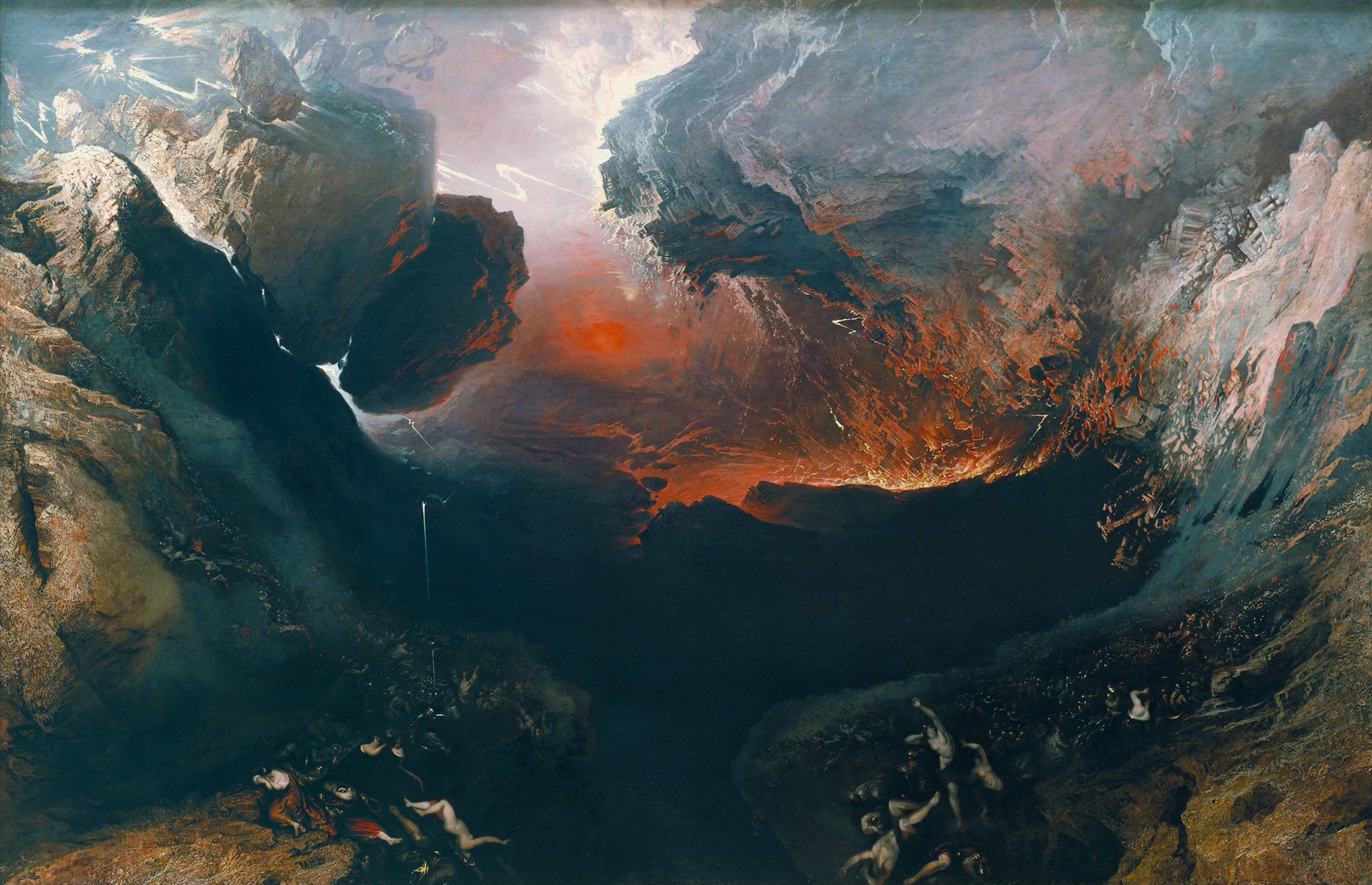
El gran día de su ira, un óleo sobre lienzo de 1851-1853 del pintor inglés John Martin.

En la Hamartiología cristiana, los pecados que claman al Cielo por venganza (en latín: peccata clamantia, lit. "pecados que gritan") son cuatro, específicos y enumerados por la Biblia.
Mientras que la Biblia sólo se refiere a actos específicos de personajes bíblicos como "clamar al cielo por venganza", en el cristianismo occidental, estas referencias se amplían y se tratan como el establecimiento de una categoría de pecados particularmente graves. Junto con los siete pecados capitales y el pecado eterno, los pecados que claman al Cielo por Venganza son las transgresiones más graves contra la Ley de Cristo.

## Iglesia Católica
La expresión se menciona en la Biblia judía, en particular en KJV ("El Señor dijo a Caín... la voz de la sangre de tu hermano clama a mí desde la tierra"), RVR, RVR, y RVR. Los pecados se numeran como cuatro o siete; se enumeran de la siguiente manera:
| Referencia bíblica | Pecado                                              | Explicación de la Iglesia |
| ------------------ | --------------------------------------------------- | --- |
| cf. Gn 4:10        | La sangre de Abel                                   | Homicidio directo e intencionado y de forma especial infanticidio, fratricidio, parricidio y homicidio del cónyuge. La Iglesia entiende que esto abarca el aborto, la eutanasia y la pena de muerte |
| cf. Gn 18:20       | El pecado de los sodomitas                          | Relaciones homosexuales;violencia sexual. |
| cf. Ex 2:23        | El grito del pueblo oprimido en Egipto              | Corvea, esclavitud |
| cf. Ex 22:20-22    | El grito del extranjero, de la viuda y del huérfano | Opresión de los pobres, injusticia social. |
| cf. Sant 5:4       | La "injusticia con el asalariado"                   | Explotación laboral, retener el jornal, pagar un salario injusto. |

El libro A Catechisme of Christian Doctrine, de Laurence Vaux, obra de 1583, los explica de la siguiente manera

El primero es el homicidio voluntario o doloso. Es evidente cómo la sangre inocente de Abel clamó desde la tierra a Dios y cómo Caín fue castigado.

El segundo es el pecado sodomótico: hombre con hombre, o mujer con mujer, contra natura. Cómo el grito de este abominable pecado llegó a Dios desde la tierra, y cómo Dios derramó fuego y azufre para destruir a los malvados sodomitas, aparece claramente en las Escrituras. Este terrible ejemplo recuerda que arder perpetuamente en el infierno con fuego y azufre es un castigo debido a los que cometen pecado contra la naturaleza.
La tercera es la opresión de los pobres, de los huérfanos y de las viudas. La Escritura muestra cómo Dios castigó al Faraón y a los egipcios por oprimir a los israelitas. Los opresores no pueden escapar a la venganza de Dios.

El cuarto pecado que clama a Dios por venganza es retener el salario del sirviente contratado u obrero cuando ha hecho su servicio o trabajo.<

Tom Hoopes, del Benedictine College, explica los pecados que claman venganza al cielo con respecto al pensamiento político moderno:

Los dos primeros "pecados que claman al cielo" incluyen pecados a los que una marca de política resta importancia. El primero es el aborto, que San Juan Pablo II comparó con "la sangre de Abel". El segundo es el "pecado de los sodomitas", que el Nuevo Testamento define de esta manera: "Sodoma y Gomorra y las ciudades vecinas se entregaron a la inmoralidad sexual y a la perversión" (Judas 1:7). Los dos segundos pecados son los que otro tipo de política minimiza: En primer lugar, la difícil situación de los refugiados, los inmigrantes y los que necesitan asistencia social y, en segundo lugar, "la injusticia contra el asalariado." El Catecismo cita el Nuevo Testamento para explicar a qué clase de "asalariado" se refiere: "He aquí que los jornales que retuviste a los obreros que cosecharon tus campos claman en voz alta, y los gritos de los segadores han llegado a los oídos del Señor de los ejércitos" (Santiago 5:4).<

Los pecados que claman al Cielo por Venganza son referenciados en el Douay Catecismo Católico de 1649, un compendio de la doctrina católica. El concepto está presente en la teología moral católica.

## Iglesias Reformadas
El teólogo reformado William M'Gavin opinó que "los cuatro pecados que claman al cielo por venganza; estos son, asesinato intencional-pecado de Sodoma-opresión a los pobres-estafar a los sirvientes en sus salarios" son mayores en gravedad que los siete pecados capitales.

## Otras interpretaciones
Muchas iglesias, en particular las consideradas cristianismo progresista, entienden que el "pecado de Sodoma" es la opresión de los pobres, a la luz de NRSV. ("Esta fue la culpa de vuestra hermana Sodoma: ella y sus hijas tuvieron orgullo, exceso de comida y próspera holganza, pero no socorrieron a los pobres y necesitados").